# وواکا
وواکا (現実逃避P; ۴ نوامبر ۱۹۸۷ – ۵ آوریل ۲۰۱۹) موسیقی‌دان اهل ژاپن بود. وی بین سال‌های ۲۰۰۹ تا ۲۰۱۹ میلادی فعالیت می‌کرد.